# Lignydesmus insulanus
Lignydesmus insulanus är en mångfotingart som först beskrevs av Chamberlin 1941.  Lignydesmus insulanus ingår i släktet Lignydesmus och familjen kuldubbelfotingar. Inga underarter finns listade i Catalogue of Life.